# Léka Géza (költő)
Léka Géza (Budapest, 1957. március 6. –) magyar költő, író.

## Családja
Szülei Léka Géza (1928-2003) és Kacsóh Klára (1933-2006), a Magyar Állami Népi Együttes alapító táncosai.
Unokatestvére Puky Miklós biológus.

## Életpályája
Volt villanyszerelő, könyvtáros, portás, népművelő, az Egri (Ho Si Minh) Tanárképző Főiskolán szerzett diplomát közművelődés-pedagógia szakon. Első versei a Fejér Megyei Hírlap kulturális rovatában jelentek meg, folyóiratban Juhász Ferenc közölte először az Új Írásban. 1996 óta tagja a Magyar Írószövetségnek, 2018-tól a Hitel folyóirat olvasószerkesztője. Zuglóban él.

## Magánélete
1981-ben kötött házasságot Hunya Mariannal, két gyermekük született, Márton (1985) és Veronika (1989).

## Művei

### Önálló kötetek
- Mécsek, versek (Pálinkás Istvánnal közösen), Bartók Béla Műv. Központ, Dunaújváros, 1989
- Amíg a szó megtalál, versek, Árgus Könyvek, 1991
- Rögön, pázsiton, versek, Antológia Kiadó, 1994
- Almahó, gyerekversek, Felsőmagyarország Kiadó, 1998
- Visszajársz a hegyre, versek, Százhalom Kiadó, 2002
- Hegyvidéki beszéd, kispróza, Felsőmagyarország Kiadó, 2005
- Puskás dekázik, beszélgetések, esszék, kritikák, Magyar Napló Kiadó, 2013
- Árva ragyogás. Rendhagyó családi történet; Nemzeti Kultúráért és Irodalomért Alapítvány, Bp., 2016
- Dzsó!, versek, Hitel Könyvműhely, 2022

### Antológiák
- Időjelek, Új bekezdés könyvek, 1992
- Egyetlen idő, Felsőmagyarország Kiadó, 1997
- A szív földrajza, Budapest Zugló Önkormányzata, 2001
- A magyarokhoz, Felsőmagyarország Kiadó, 2002
- Az év novellái, Magyar Napló Kiadó, 2003
- Kézírás, Pákolitz István Városi Könyvtár, Paks, 2003
- A visszaszerzés reménye (20 éves a Hitel), Hitelért Alapítvány, 2008
- 1000 magyar haiku, Napkút Kiadó, 2010
- "Oh, Füred, drága Helikon II., Balatonfüred Városért Közalapítvány, 2011
- Az év versei 2011, Magyar Napló Kiadó, 2011
- Az év versei 2013, Magyar Napló Kiadó, 2013
- Az év versei 2016, Magyar Napló Kiadó, 2016
- Mi a költészet?, Rím Kiadó, 2016
- A századelő költészete, Magyar Napló Kiadó, 2018
- Az év versei 2020, Magyar Napló Kiadó, 2020
- Az év versei 2021, Magyar Napló Kiadó, 2021
- Az év versei 2022, Magyar Napló Kiadó, 2022

## Díjai
- Utassy József-díj, 2017
- MMA alkotói ösztöndíj, 2017
- NKA alkotói ösztöndíj, 2019
- Nagy Gáspár Irodalmi és Művészeti Díj, 2020